# PLK5
PLK5 (англ. Polo like kinase 5) – білок, який кодується однойменним геном, розташованим у людей на короткому плечі 19-ї хромосоми. Довжина поліпептидного ланцюга білка становить 336 амінокислот, а молекулярна маса — 36 329.
| 10         |  | 20         |  | 30         |  | 40         |  | 50         |
| ---------- |  | ---------- |  | ---------- |  | ---------- |  | ---------- |
| MYTVLTGTPP |  | FMASPLSEMY |  | QNIREGHYPE |  | PAHLSANARR |  | LIVHLLAPNP |
| AERPSLDHLL |  | QDDFFTQGFT |  | PDRLPAHSCH |  | SPPIFAIPPP |  | LGRIFRKVGQ |
| RLLTQCRPPC |  | PFTPKEASGP |  | GEGGPDPDSM |  | EWDGESSLSA |  | KEVPCLEGPI |
| HLVAQGTLQS |  | DLAGPEGSRR |  | PEVEAALRHL |  | QLCLDVGPPA |  | TQDPLGEQQP |
| ILWAPKWVDY |  | SSKYGFGYQL |  | LDGGRTGRHP |  | HGPATPRREG |  | TLPTPVPPAG |
| PGLCLLRFLA |  | SEHALLLLFS |  | NGMVQVSFSG |  | VPAQLVLSGE |  | GEGLQLTLWE |
| QGSPGTSYSL |  | DVPRSHGCAP |  | TTGQHLHHAL |  | RMLQSI     |  |            |

A: Аланін

C: Цистеїн

D: Аспарагінова кислота

E: Глутамінова кислота

F: Фенілаланін

G: Гліцин

H: Гістидин

I: Ізолейцин

K: Лізин

L: Лейцин

M: Метіонін

N: Аспарагін

P: Пролін

Q: Глутамін

R: Аргінін

S: Серин

T: Треонін

V: Валін

W: Триптофан

Задіяний у таких біологічних процесах, як клітинний цикл, поділ клітини, мітоз, диференціація клітин, альтернативний сплайсинг. 
Локалізований у цитоплазмі, ядрі.